# Valentina Biccheri
Valentina Biccheri (ur. 7 maja 1991 we Włoszech) – włoska siatkarka grająca jako środkowa.
Obecnie występuje w drużynie Minerva Volley Pawia.